# Gaetulia vulgaris
Gaetulia vulgaris är en insektsart som beskrevs av Caldwell 1947. Gaetulia vulgaris ingår i släktet Gaetulia och familjen Nogodinidae. Inga underarter finns listade i Catalogue of Life.